# جيمي بيلشر
جيمي بيلشر (بالإنجليزية: Jimmy Belcher)‏ هو لاعب كرة قدم بريطاني، ولد في 31 أكتوبر 1932 في ستيبني في المملكة المتحدة. لعب مع إيبسويتش تاون وكريستال بالاس ونادي برينتفورد ونادي ليتون أورينت ونادي مارغيت ووست هام يونايتد.